# Terror Trap
Bẫy kinh hoàng (tựa trong tiếng Anh: Terror Trap) là một bộ phim kinh dị Mỹ được thực hiện vào năm 2010 do Dan Garcia làm đạo diễn kiêm biên kịch, có sự tham gia của David James Elliott, Michael Madsen và Jeff Fahey. Mác phim chính thức của Terror Trap là Once you check in, there're no escape..., (dịch tiếng Việt: Một lần bạn vào, sẽ không có lối ra...).

## Nội dung
Cặp vợ chồng Don và Nancy đang lái xe trên đường từ Louisiana trở về nhà thì bị chiếc xe hơi lạ hoắc tông vào nhiều lần thật mạnh rồi chạy mất, xe của họ lúc đó bị hư nặng và họ liền gọi cảnh sát đến. Trong vòng khoảng mười lăm phút sau, một sĩ quan cảnh sát đến nơi, ông ta bảo hai vợ chồng về nhà nghỉ gần đó để ông ta lo vụ chiếc xe, hai vợ chồng không biết rằng ông cảnh sát đó là một tay sát nhân máu lạnh thích giết người và nhà nghỉ hắn vừa đề cập đến chính là nơi của hắn cùng nhiều đồng bọn khác bắt cóc người về và giết.

## Diễn viên
- David James Elliott - Don
- Heather Marie Marsden - Nancy
- Michael Madsen - Carter
- Jeff Fahey - Cleveland
- Andrew Sensenig - Jonas Ruggins
- Lacey Minchew - Sydney
- Matt Triplett - tên sát nhân 1
- Mark De Alessandro - tên sát nhân 2
- Danny Cosmo - tên sát nhân 3
- Jack Radosta - tên sát nhân 4
- Chris J. Fanguy - tên sát nhân 5
- Mike Mayhall - tên sát nhân 6
- Bill Martin Williams - người giảng đạo
- Wayne Douglas Morgan - sĩ quan cảnh sát thật sự
- Jerry Lee Leighton - người lái xe tải
- Steve Petit - lính cứu hỏa
- Judy Henderson - mẹ của Sydney